# Piper klugianum
Piper klugianum är en pepparväxtart som beskrevs av William Trelease. Piper klugianum ingår i släktet Piper och familjen pepparväxter. Inga underarter finns listade i Catalogue of Life.